# 대한민국 임시정부 항저우 구지 기념관

항저우(항주) 기념관 외부

대한민국 임시정부의 기

대한민국 임시정부 항저우 구지 기념관(大韓民國臨時政府항저우舊址紀念館) 또는 대한민국 임시정부 항주 유적지 기념관(大韓民國臨時政府杭州遺蹟地紀念館)은 중국 저장성 항저우에서 1932년부터 1935년까지의 대한민국 임시정부의 청사이자, 한국 독립운동의 유적지이다.

## 역사
1932년 상하이 훙커우 공원 사건 이후 임시정부는 항저우로 이전되었다. 1932년 5월에서 1935년 11월까지 저장성 항저우를 주요 거점으로 활동하였다. 당시 국무원과 하원은 청사 주변 서호에서 열렸다. 청사는 2층의 작은 건축물이다.
2002년 중화인민공화국 당국은 항저우에 있는 임시정부 청사 장소에 기념관을 짓기 시작하였고, 2007년 11월 공식적으로 개장하였다. 2013년에는 항저우 문물보호단위로 지정되었다.

## 같이 보기
- 대한민국 임시정부 청사
- 독립기념관
- 한국의 독립운동
- 대한민국 임시정부
- 대한민국 국가보훈처
- 대한민국 건국절 논쟁